# باشگاه فوتبال دروک یونایتد
باشگاه فوتبال دروک یونایتد اف سی یک باشگاه فوتبال حرفه‌ای در شهر تیمفو بوتان است.